# Xã Western, Quận Knox, Nebraska
Xã Western (tiếng Anh: Western Township) là một xã thuộc quận Knox, tiểu bang Nebraska, Hoa Kỳ. Năm 2010, dân số của xã này là 63 người.